# Marrocos nos Jogos Olímpicos de Inverno de 1992
O Marrocos participou dos Jogos Olímpicos de Inverno de 1992 em Albertville, na França. Foi a quarta participação do país em Jogos Olímpicos de Inverno.

## Desempenho

### Esqui alpino
| Atleta              | Evento                   | Descida 1 | Descida 2 | Total   | Total |
| Atleta              | Evento                   | Descida 1 | Descida 2 | Tempo   | Pos.  |
| ------------------- | ------------------------ | --------- | --------- | ------- | ----- |
| Brahim Ait Sibrahim | Super G masculino        |           |           | 1:38.60 | 89º   |
| El-Hassan Mahta     | Super G masculino        |           |           | 1:41.06 | 91º   |
| Brahim Id Abdellah  | Super G masculino        |           |           | 1:49.65 | 92º   |
| Brahim Izdag        | Super G masculino        |           |           | 2:08.31 | 93º   |
| Brahim Ait Sibrahim | Slalom gigante masculino | 1:26.81   | 1:27.41   | 2:54.22 | 78º   |
| Mustapha Naitlhou   | Slalom gigante masculino | 1:38.11   | 1:39.21   | 3:17.32 | 84º   |
| Noureddine Bouchaal | Slalom gigante masculino | 1:38.40   | 1:43.90   | 3:22.30 | 86º   |
| El-Hassan Mahta     | Slalom gigante masculino | DSQ       | DSQ       | DSQ     | DSQ   |
| Brahim Ait Sibrahim | Slalom masculino         | 1:15.13   | 1:14.87   | 2:30.00 | 52º   |
| Hicham Diddoui      | Slalom masculino         | 1:25.01   | DNF       | DNF     | DNF   |
| El-Hassan Mahta     | Slalom masculino         | 1:29.74   | 1:27.72   | 2:57.46 | 60º   |
| Brahim Izdag        | Slalom masculino         | DNF       | DNF       | DNF     | DNF   |
| Brahim Ait Sibrahim | Super G feminino         | DSQ       | DSQ       | DSQ     | DSQ   |
| Ghalia Sebti        | Slalom gigante feminino  | 1:31.53   | 1:36.13   | 3:07.66 | 78º   |
| Nawal Slaoui        | Slalom gigante feminino  | DNF       | DNF       | DNF     | DNF   |
| Ghalia Sebti        | Slalom feminino          | DNF       | DNF       | DNF     | DNF   |
| Nawal Slaoui        | Slalom feminino          | 1:08.85   | 1:08.22   | 2:17.07 | 41º   |

### Esqui cross-country
| Atleta           | Evento        | Final     | Final |
| Atleta           | Evento        | Tempo     | Pos.  |
| ---------------- | ------------- | --------- | ----- |
| Mustapha Tourki  | Clássico 10km | 46:15.1   | 107º  |
| Mohamed Oubahim  | Clássico 10km | 47:32.6   | 108º  |
| Faissal Cherradi | Clássico 10km | 1:11:07.4 | 110º  |

| Atleta           | Evento                | 10 km clássico | 10 km clássico | 15 km livre | 15 km livre | Total     | Total |
| Atleta           | Evento                | Tempo          | Pos.           | Tempo       | Pos.        | Tempo     | Pos.  |
| ---------------- | --------------------- | -------------- | -------------- | ----------- | ----------- | --------- | ----- |
| Mustapha Tourki  | Perseguição combinada | 46:15          | 107º           | 1:02:54.1   | 97º         | 1:49:09.1 | 96º   |
| Mohamed Oubahim  | Perseguição combinada | 47:32          | 108º           | 1:15:36.2   | 98º         | 2:03:08.2 | 98º   |
| Faissal Cherradi | Perseguição combinada | 1:11:07        | 110º           | 1:44:06.8   | 99º         | 2:15:13.8 | 99º   |

Legenda
| Recorde mundial      | Recorde mundial (World record)               |                       | Recorde africano                      | Recorde africano (African) |                                           | Q | Classificado por posição (Qualified) |
| Recorde olímpico     | Recorde olímpico (Olympic record)            | Recorde da América    | Recorde da América (Americas)         | q                          | Classificado por melhor tempo (Qualified) |   |                                      |
| Melhor marca do ano  | Melhor marca do ano (World leading)          | Recorde asiático      | Recorde asiático (Asian)              | DNS                        | Não largou (Did not start)                |   |                                      |
| Recorde nacional     | Recorde nacional (National record)           | Recorde europeu       | Recorde europeu (European)            | DNF                        | Não terminou (Did not finish)             |   |                                      |
| Recorde pessoal      | Recorde pessoal do atleta (Personal best)    | Recorde da Oceania    | Recorde da Oceania (Oceania)          | DSQ / DQ                   | Desclassificado (Disqualified)            |   |                                      |
| Recorde da temporada | Recorde da temporada do atleta (Season best) | Recorde sul-americano | Recorde sul-americano (South America) | NM                         | Sem marca (No mark)                       |   |                                      |